# Tusko
Tusko ist der Name mehrerer bekannter Elefanten.

## Tusko (Woodland Park Zoo)
Nach dem berühmten Afrikanischen Elefantenbullen „Jumbo“ zählt der Asiatische Elefantenbulle „Tusko“ (Woodland Park Zoo), wohl zu den berühmtesten Elefanten in Nordamerika. Der Elefantenbulle wurde ca. 1897 wild in Asien geboren und 1900 nach Amerika importiert. Von 1903 bis 1916 war der Elefant im Besitz des M. L. Clark Circus. Danach wechselte der Elefantenbulle in verschiedene Zirkusse. Dies könnte an Anzeichen dafür sein, dass er gefährlich wurde und es Unfälle mit ihm gab. 1921 gelangte er schließlich in den Al. G. Barnes Circus, wo er zum Star der Schau wurde. Als der Bulle jedoch in die sexuelle Musth-Periode kam, und aggressiv wurde, musste das Tier im Winterquartier zurückgelassen werden. Ein Jahr später war der Elefantenbulle wieder in der Schau dabei, jedoch wurde er so stark in Ketten gelegt wie wohl kein anderer Elefant in der Geschichte zuvor. Als 1929 ein anderer Elefantenbulle des Circus einen Menschen tödlich attackierte, wollte sich das Unternehmen auch von Tusko trennen. Der gefährliche Bulle wurde für einen Dollar an Bayard Gray versteigert. Er stellte ihn zusammen mit George (Slim) Lewis und einem weiteren Gehilfen aus, hatte jedoch aufgrund des schlechten Rufes des Tieres Probleme, dafür jeweils eine Genehmigung zu erhalten. Schließlich bewegte er sich einen Monat lang mit dem Elefanten im Umkreis von Seattle, ohne eine Erlaubnis zu haben, das Tier vorzuführen, konnte den Elefanten jedoch auf Dauer nicht vor den Behörden verborgen halten. Nachdem in einer Sammlung das Geld zusammengebracht worden war, wurde Tusko für den Zoo angekauft. Mit Wide Awake, auch Cleopatra genannt, kaufte der Direktor des Woodland Park Zoo 1921 seinen ersten Elefanten. Wide Awake war zuvor mit den Singer’s Midgets auf Tournee gegangen. Auch der zweite Elefant, Tusko alias Ned, hatte eine Schaustellerkarriere hinter sich, als er 1932 in den Zoo kam. Der gewaltige Asiatische Elefant war in Seattle aus schlechter Haltung in einem Zirkus beschlagnahmt worden. Zuvor hatte ihn Bayard Gray für einen Dollar gekauft. Tusko, der etwa 7,5 Tonnen wog, galt zu seinen Lebzeiten als einer der größten Elefanten, die je in Gefangenschaft lebten. Er starb schon am 10. Juni 1933, wohingegen die Elefantenkuh Wide Awake bis 1967 im Woodland Park Zoo lebte und ein Alter von 54 Jahren erreichte.
Nach Tusko, der zeitweise wohl der unbeliebteste Zirkuselefant der Vereinigten Staaten war, wurde Morse Turner, ein Hockeyspieler mit gewaltigen Körpermaßen, „Tusko“ genannt. Turners Söhne richteten ein Café ein, das sie zu Ehren ihres Vaters „Tusko“ nannten.

## Tusko (LSD-Opfer)
Ein weiterer Elefant namens Tusko erhielt 1962 zu wissenschaftlichen Zwecken von Dr. Louis Jolyon West und zwei Kollegen eine LSD-Injektion. Die 297 Milligramm der halluzinogenen Substanz waren wohl die höchste Dosis LSD, die jemals einem Lebewesen verabreicht wurde. Tusko verlor die Kontrolle über seine Gliedmaßen, nachdem ihn das Geschoss mit dem Stoff getroffen hatte, und brach schließlich zusammen. Eineinhalb Stunden nach der Injektion starb der Elefantenbulle. Die Forscher fassten das Ergebnis des Experiments mit dem Satz zusammen: „Es scheint, dass Elefanten hochsensibel auf die Wirkung von LSD reagieren.“ Es ist unklar, ob Tusko, der im Stadtzoo von Oklahoma City lebte, an der LSD-Injektion oder an den Mitteln starb, die ihn wiederbeleben sollten. Jahrzehnte später wurden weitere Experimente mit Elefanten und LSD gemacht: Ronald Siegel von der University of California verabreichte zwei Elefanten ähnlich hohe Dosen LSD, wie sie einst Tusko bekommen hatte. Er mischte die Substanz allerdings in das Trinkwasser der Tiere, statt sie ihnen zu spritzen. Diese beiden Elefanten zeigten keine heftigen Reaktionen auf die Droge.

## Tusko (Sobik)
Ein weiterer Tusko, auch Sobik genannt, ist ein 1971 in Thailand gefangener Elefantenbulle. Auch dieser Tusko hat eine Zirkus- und Showkarriere hinter sich. Er befindet sich im Portland Zoo und wurde dort bereits Vater von sechs Elefantenkälbern. Nach Problemen mit Brüchen und Infektionen mussten ihm beide Stoßzähne entfernt werden.